# Бьерре, Нильс
Нильс Якоб Якобсен Бьерре (дат. Niels Jakob Jakobsen Bjerre; 5 января 1864, Лемвиг, Центральная Ютландия, Дания — 19 марта 1942, Фредериксберг, Ховедстаден, Дания) — датский художник.

## Биография
Родился на ферме в приходе Энгбьерг в Центральной Ютландии.
В 1881—1888 годах обучался в Датской королевской академии изящных искусств в Копенгагене. Посчитав преподавание в академии сухим и педантичным, в 1889—1890 годах продолжил учёбу в Художественной школе Лаурица Туксена.
Большинство своих картин написал в Ютландии, особенно в Западной Ютландии, совершил несколько поездок за границу. В 1900 году побывал в Италии, в 1914 году — во Франции, в 1925—1926 годах — на Фарерских островах. Большую часть своей жизни зиму он проводил в Копенгагене, а летом подолгу жил в Западной Ютландии, либо с семьей и друзьями, либо в Ферринге на севере Западной Ютландии на берегу Северного моря, в доме принадлежавшем его двоюродному брату, художнику Кристену Бьерре.
Н. Бьерре внёс значительный вклад в датское изобразительное искусство.
Автор многих пейзажей Северного моря к западу от Лемвига, портретов, жанровых картин.
Произведения художника хранятся в Государственном музее искусств Дании.

## Награды
- Академическая премия 1900 года
- Бронзовая медаль Всемирной выставки 1900 года, Париж
- медаль К. Эккерсберга Датской королевской академии изящных искусств 1923 год